# Municipio de Crawford (condado de Crawford)
El municipio de Crawford (en inglés: Crawford Township) es un municipio ubicado en el condado de Crawford en el estado estadounidense de Kansas. En el año 2010 tenía una población de 928 habitantes y una densidad poblacional de 5,87 personas por km².

## Geografía
El municipio de Crawford se encuentra ubicado en las coordenadas 37°30′39″N 94°51′40″O / 37.51083, -94.86111. Según la Oficina del Censo de los Estados Unidos, el municipio tiene una superficie total de 158.18 km², de la cual 157,54 km² corresponden a tierra firme y (0,41 %) 0,64 km² es agua.

## Demografía
Según el censo de 2010, había 928 personas residiendo en el municipio de Crawford. La densidad de población era de 5,87 hab./km². De los 928 habitantes, el municipio de Crawford estaba compuesto por el 96,44 % blancos, el 0,43 % eran afroamericanos, el 1,51 % eran amerindios, el 0,32 % eran asiáticos, el 0,11 % eran isleños del Pacífico y el 1,19 % eran de una mezcla de razas. Del total de la población el 0,32 % eran hispanos o latinos de cualquier raza.